# 人生の阿呆
『人生の阿呆』（じんせいのあほう）は、木々高太郎の長編推理小説。『新青年』1936年（昭和11年）1月号（第16巻第1号）から5月号（第6号）にかけて連載され、同年、版画社より刊行された。著者の処女長篇にして代表作の1つ。志賀博士シリーズの一篇で、第4回（1936年下半期）直木賞受賞作品。
単行本として刊行された際に、著者の提唱する探偵小説芸術論が巻頭に掲げられている。

## 解説
木々高太郎の最初の長篇で、処女作『網膜脈視症』の発表から1年ほどで着手されたものである。単行本に収められた著者の探偵小説芸術論によると
以上のような抱負の実践として描かれたのが、『人生の阿呆』である。そして、その描写について、主人公の良吉青年の純粋の体験描写を用いたと述べている。
この金科玉条に反逆の一矢を放ったものだとも述べている。

## あらすじ
実業家、比良良三は息子の良吉の非行を嘆いていた。それは彼が父親の借金返済のため仕事に忙しく、子育てを良吉の祖母である母親に任せっきりにしてしまったことが原因と思っており、女中の敏やが良吉の子を宿してしまったと思いこんでしまった。そこで、良吉を二三年外国へ留学させようということになり、シベリア行きの列車でヨーロッパへ行かされることになった。良吉は11月10日に東京を出発し、13日にはウラジオストックからソビエト連邦へ行こうと決めていた。
ところが、11月1日に、本郷に住んでいるある会社員の娘がストリキニーネで毒殺されたというニュースがあり、その娘が父の会社で扱っている比良カシウの小函を握っていたということを知った。もしもこのことが比良家に関係があるのなら、良吉の留学も無期延期になると思い、良吉は11月3日に出発することに変更した。
翌日、祖母は脳貧血の発作で倒れたが、そのどさくさに紛れて、祖母の愛蔵していた祖父の形見のピストルが盗まれた。良吉が持っていったのではないか、と皆が疑う中、11月5日に前述の毒殺事件と同様の老婆変死事件が起こり、警察は法医学者の小山田博士の判断を仰ぐことになった。さらに翌朝、代々木の比良邸を訪ねた一行は、そこで、無産党の弁護士、高岡日出夫の射殺死体を発見した。捜査の中で、高岡が比良家に怨みを持っていることが判明し、良吉の名前が最有力な容疑者として挙げられた。
その頃、良吉はモスクワで、かつての恋人で、高岡の姪にあたる既婚者の加賀美達子と再会していた。

## 登場人物
比良良吉（ひら りょうきち）
物語の主人公。法科大学中途退学の学生。高等学校の頃から青年共産聯盟の客員として社会主義運動に参加し、検挙されて2年ほど拘留されていたことがある。かつての達子の恋人。
比良良三（ひら りょうぞう）
良吉の父。巨万の富を有する日本屈指の実業家。兄2人を日露戦争でなくし、陸軍中将であった父の残した負債を抱えて、刻苦精励している。息子をやくざものとみなしている。
比良安子（ひら やすこ）
良三の妻。良吉の祖母ほどではないが、良吉のことをかなり理解している。
比良中将未亡人
良三の母親で、良吉の祖母。夫亡き後、家庭教師をして家計を助けていた。良三のかわりに、良吉を育てている。
比良政子（ひら まさこ）
良三の次女で、良吉の妹。兄のことを慕っている。
比良勝子（ひら かつこ）
良三の三女で、良吉の年の離れた妹。同じく兄のことを慕っている。
浜崎（はまざき）
比良製菓会社技師。薬学士。比良カシウの分配部の主任。
浜崎淑子（はまざき よしこ）
良三の長女で、良吉の妹。兄のことを慕っている。
日野（ひの）
比良製菓会社技師。理学士。政子を巡って、坂本と三角関係にある。
坂本（さかもと）
比良製菓会社技師。薬学士。同じく政子を巡って、日野とライバル関係にある。
五十川（いそがわ）
比良製菓会社技師。医学士。比良カシウの検査部の主任。
竹村上等兵
比良中将の従卒で、現在は比良家の下僕。
敏や／竹村敏子（たけむら としこ）
竹村の娘で、比良中将の従卒で、現在は比良家の小間使い。良吉が彼女を妊娠させたのではないか、という冤罪が、物語の発端である。
高岡日出夫（たかおか ひでお）
無産党の弁護士。労働家から慕われ、資本家からは嫌われていた。比良製菓会社でストライキをした際に、労働者の味方をした良吉と知り合っている。比良家とは良吉の祖父の代からの縁で、その頃に仲違いをしている。良吉とは当初は良好な間柄であったが、姪の達子の件で敵意を抱き、姪の縁談を進めた。
高岡礼子（たかおか れいこ）
日出夫の妻。
立花（たちばな）
モスクワ駐在日本大使館付きの一等書記官。
田崎（たざき）
モスクワ駐在日本大使館付きの陸軍武官。
加賀美（かがみ）
モスクワ駐在日本大使館付きの二等書記官。達子の夫。
加賀美達子（かがみ たつこ）
良吉のかつての恋人。嘉門という良吉の親友の妹で、良吉が高等学校1年の学生だった頃に知り合い、嘉門が腸チフスで急死した後、関係を持つようになった。高岡礼子の姪にあたる。
加賀美芳彦（かがみ よしひこ）
加賀美夫妻の3歳になる息子。
ニーナ
加賀美家のモスクワでの下僕。夫妻の息子の子守りをしている。
日向斐子（ひゅうが あやこ）
高岡の庇護にあった女性社会運動家。思想転向した良吉に、運動に戻るようにとすすめる。
平田祐甫（ひらた ゆうすけ）
比良製菓会社の元職工長。前の年の比良製菓のストライキで馘首されている。無職。
小山田（おやまだ）
志賀博士の師匠で、とある官立大学の法医学教授。木々高太郎の準シリーズ探偵。短躯白頭の老人で、毒殺事件では最高の権威とされている。
志賀司馬三郎（しが　しばさぶろう）
とある官立大学の法医学教室の助教授で、小山田の弟子。木々高太郎のシリーズ探偵の一人。
志賀夫人
志賀博士の妻。
志賀光子（しが みつこ）
9歳になる志賀夫妻の娘。
ミス・マクラレン
光子の音楽教師。60歳位。
厨川（くりやがわ）
法医学教室の助手。
落合（おちあい）
大心池・志賀シリーズ共通のレギュラーである、警視庁の警部。
森田（もりた）
警視庁の警部。
岡田（おかだ）
警視庁の警部。

## 評価
- 宮本和男（北村薫）は、「自序」であげられている探偵小説の行き詰まりに対する木々高太郎の試みとして、『文学少女』・『折蘆』・『わが女学生時代の罪』をあげると同時に、この作については、本格物としての組み立てがいかに小説的意図の実現を困難にするか、小説として身構えた際にいかに本格的要素が浮き上がってしまうのか、を示す失敗作としている。構成としては濱尾四郎の『殺人鬼』と似ており、著者の熱意として主人公の訣別と新生を描く点において、かつての恋人である加賀美達子に関する点では成功しているが、真相解明の場面において古典的衣装をまとった点において木々高太郎の力不足があるとしている。しかし、その情熱と自尊心は人の心を打つ、という賛辞も述べている[2]。
- 中島河太郎は、この作品を読者への挑戦状が挿入されている本格探偵小説であり、「自序」にある試みは、完璧に実行されているわけではないとしながらも、著者のこの作品から読者の脳裏に残るのは、主人公良吉の心理に翳を落としている祖母の姿であり、かつての恋人の加賀美達子や、女中の敏やであって、それらを結ぶ中心に浮き彫りにされた良吉により、探偵小説は初めて自分から思索し、行動する人物を得たとして、その点に関する限りにおいて、著者の試みはかなりの成果をおさめたのではないか、と述べている[3]。